# Pharmstandard
JSC Pharmstandard ( in russo ПАО «Фармстандарт»?, PAO "Farmstandart") è una società farmaceutica russa. Ha sede a Dolgoprudny, nel Oblast' di Mosca.
Pharmstandard produce oltre 400 farmaci generici e proprietari, fra i quali prodotti usati nel trattamento del diabete, deficit dell'ormone della crescita, malattie cardiovascolari, disturbi gastroenterologici e neurologici, malattie infettive, cancro, ecc.
La società ha sei stabilimenti produttivi situati a Mosca, Ufa, Nižnij Novgorod, Kursk, Tomsk e Tyumen.

## Storia
Pharmstandard è stata fondata nel 2003 a seguito di una fusione.
Nel maggio 2007 la società ha raccolto $ 880 milioni in una IPO, che ha valutato la società 2,2 miliardi di dollari. Roman Abramovich ha posseduto una partecipazione del 17% nella società, fino a marzo 2008.
Nel 2013 la società ha annunciato l'intenzione di acquistare il fornitore di ingredienti Bever Pharmaceutical, risultando in una discesa del valore delle azioni Pharmstandard del 25%.
Pharmstandard è stato ritirata dalle borse di Londra e Mosca nel 2017.